# 山田野川
山田野川（やまだのがわ）は、三重県津市を流れる河川。一級水系雲出川の支流である。

## 地理

### 概要

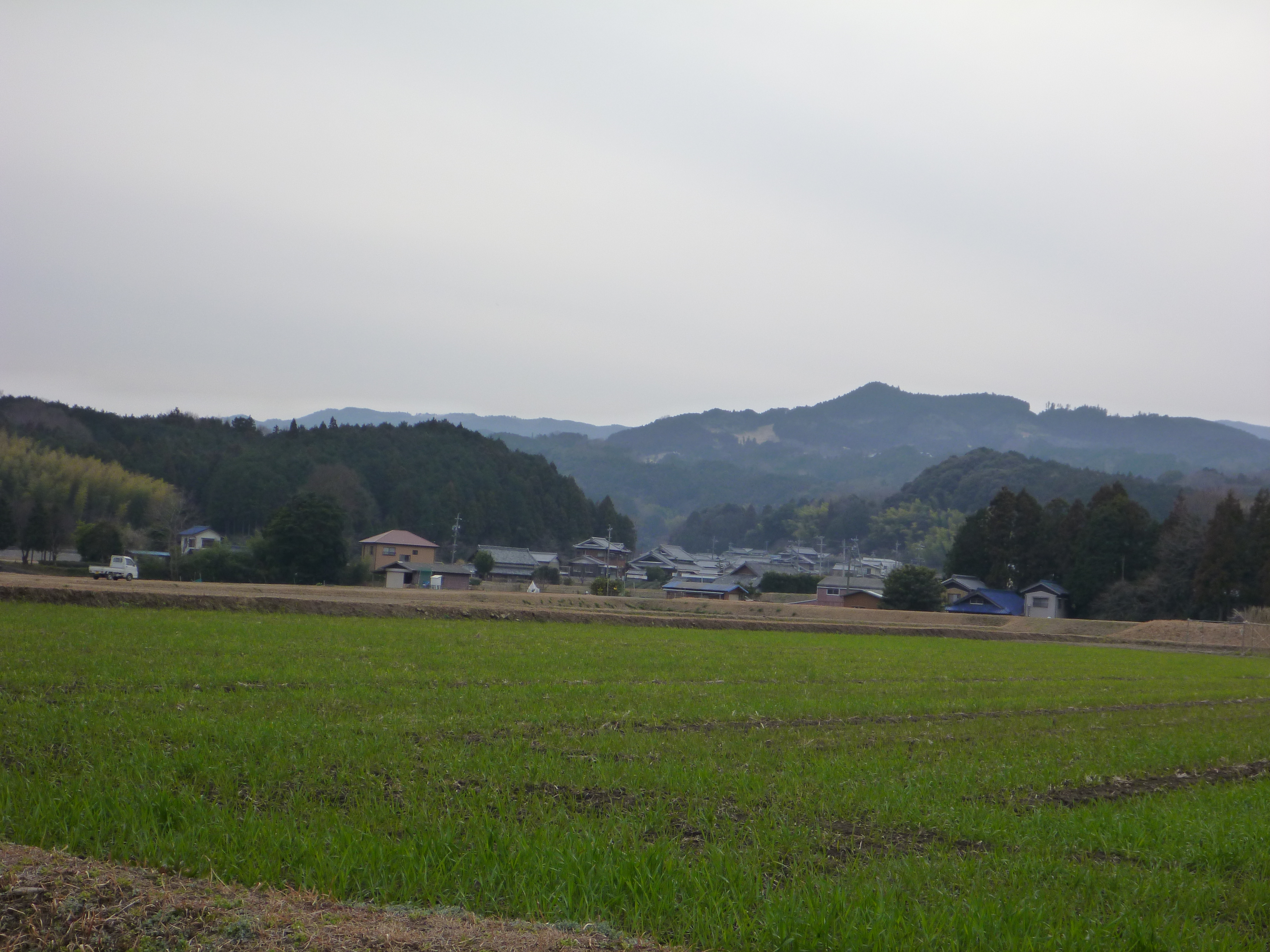
中流部の水田地帯

山田野を流れることから山田野川という。布引山地に源を発し、白山町八対野字算所で八対野川と合流して雲出川に注ぐ。沿川には田園が広がり、5箇所に設置された農業用水用の井堰によって約50ヘクタールの田を潤しているほか、上流の右岸には、航空自衛隊の宿舎が置かれている。

### 支流
- 八対野川[5]
- 奥田子川[5]